# Royal Shakespeare Company
Royal Shakespeare Company er en af Storbritanniens mest betydelsefulde teatergrupper. Dets hovedsæde findes i William Shakespeares hjemby Stratford-upon-Avon, men det har også teatre i London og Newcastle. 
Royal Shakespeare Company blev dannet i 1961 som en udvidelse af Shakespeare Memorial Theatre. De opsætter oftest dramaer af Shakespeare, men også af andre dramatikere fra Shakespeares tid. 